# 猟犬たちの夜 オルフェーヴル河岸36番地-パリ警視庁
『猟犬たちの夜 オルフェーヴル河岸36番地-パリ警視庁』（りょうけんたちのよる オルフェーヴルかし36ばんち パリけいしちょう、Flics）は、2008年にフランスのTF1で放送されたテレビドラマ（海外ドラマ）。監督はニコラ・キッシュ、原案・脚本は元警察官で俳優・映画監督・脚本家のオリヴィエ・マルシャル。全4回。
2011年に放送された続編（シーズン2、全4回）は、監督がティエリー・プティ、脚本がシモン・ジャブロンカにそれぞれ変更されている。邦題は『猟犬たちの夜 そして復讐という名の牙』。
邦題のオルフェーヴル河岸36番地は旧パリ司法警察局の住所である。

## キャスト
※カッコ内は日本語吹替
- ヤック - フレデリック・ディーファンタル（樫井笙人）
- コンスタンティン - ヤン・サンベール（小山力也）
- レア - カトリーヌ・マルシャル（亀中理恵子）
- アンヌ - アナベル・エトマン（岩岡玲湖）
- オリウ - マルク・バルベ（里卓哉）
- イザベル - グウェンドリーヌ・アモン（うさみともこ）

## エピソード一覧

### シーズン1
| # | 原題                             | フランスでの放送日 |
| - | -------------------------------- | ------------------ |
| 1 | Le jour des morts - 1ère partie  | 2008年10月09日     |
| 2 | Le jour des morts - 2ème partie  | 2008年10月09日     |
| 3 | Les flics ne dorment pas la nuit | 2008年10月16日     |
| 4 | Engrenage                        | 2008年10月16日     |

### シーズン2
| # | 原題             | フランスでの放送日 |
| - | ---------------- | ------------------ |
| 1 | Levée d'écrou    | 2011年11月17日     |
| 2 | Entre deux rives | 2011年11月17日     |
| 3 | Coup d'arrêt     | 2011年11月24日     |
| 4 | Mourir libre     | 2011年11月24日     |